# 일라이다 알리샨
일라이다 알리샨(İlayda Alişan, 1996년 2월 26일 ~ )은 튀르키예의 배우이다. 2019년 황금나비상 신인상 수상자이다.